# Phare du Pilier
Phare du Pilier ist der Name eines Leuchtturms auf der Insel Île du Pilier, die zur Gemeinde Noirmoutier-en-l’Île gehört und zum Département Vendée zählt. Der Turm, der an der Mündung des Flusses Loire liegt und 1876 errichtet wurde, ist seit 1996 automatisiert und nicht mehr bewohnt.

## Geschichte
Anfang des 19. Jahrhunderts begründete Napoleon Bonaparte das System der Seezeichen in Frankreich. Zwei Seezeichen wurden daraufhin für die Ansteuerung der Loiremündung gebaut. Im Norden wurde ab 1819 der Le-Four-Leuchtturm als erster französischer Leuchtturm im offenen Meer errichtet. Südlich seiner Position wurde der Phare du Pilier zur Komplettierung erbaut.

### Erster Turm
- Bau des ersten zylindrischen Turms auf einem quadratischen Sockel. Der Turm hat eine Höhe von 29,5 m (32,5 m über Null) und war mit einem feststehenden weißen Licht ausgestattet.
- Ausbau und Renovierung des Turms in Verbindung mit dem Bau von Unterkünften für die Leuchtturmwärter.
- 1870 wurde die Befeuerung auf Erdöl umgestellt. Die Hitzeentwicklung war jedoch so groß, dass der Bau eines neuen Turms notwendig wurde

### Zweiter Turm
- 1872 Inbetriebnahme des zweiten, pyramidenförmigen Turms mit einer Höhe von 30,2 m.
- 1903 Installation eines weißen Blinklichts, welches alle 20 Sekunden in Dreiergruppen aufflammt
- Installation eines Nebelhorns im Jahre 1910
- 1934 wurde dieses durch eine leistungsstärkere Variante ersetzt
- Am 13. August 1945 erfolgte die Wiederinbetriebnahme nach dem Zweiten Weltkrieg, das Nebelhorn ging 1946 wieder ans Netz
- Im Jahr 1966 wurden auf beiden Türmen Windkraftanlagen installiert. Seine Tragweite beträgt 19 Seemeilen.

## Aktueller Leuchtturm
- Die rot lackierte Lichtanlage wurde 1996 automatisiert und wird von St. Nazaire gesteuert.
- Auf der Rückseite des Turms befindet sich in einer Höhe von 7 m ein kontinuierlich blinkendes rotes Licht.
- Die Leuchttürme Phares des Pilier sind heute in Frankreich als architektonisches Erbe anerkannt (etablissement de signalisation maritime Nr. 845/000, etwa: maritime Signaleinrichtung).[2]